# 赫梅利尼齊克 (戈羅霍夫區)
50°26′38″N 24°56′17″E / 50.44389°N 24.93806°E
赫梅利尼齊克（烏克蘭語：Хмельницьке），是烏克蘭的村落，位於該國西部沃倫州，由盧茨克區負責管轄，始建於1694年，面積7.54平方公里，海拔高度234米，2001年人口266，人口密度每平方公里35.26人。